# Приречное (Краснодарский край)
Прире́чное (ранее Черепяный) — село в Брюховецком районе Краснодарского края. Входит в состав Большебейсугского сельского поселения.

## География

### Улицы
- пер. Восточный,
- пер. Дружбы,
- пер. Приречный,
- пер. Суворова,
- ул. Приречная,
- ул. Пушкина,
- ул. Суворова.

## История
Образован к 1905 году как хутор. Происхождение названия Черепяный связано с тем, что большинство домов хутора имело крыши, покрытые черепицей.
С 1935 года входил в состав колхоза «Смерть капитализму» (позднее — колхоз имени Суворова).
В 1963 году указом Президиума Верховного Совета РСФСР хутор Черепяный переименован в село Приречное Каневского сельского района.

## Население
| 2002 | 2010 |
| ---- | ---- |
| 445  | ↘387 |